# Andrej Kalmakov

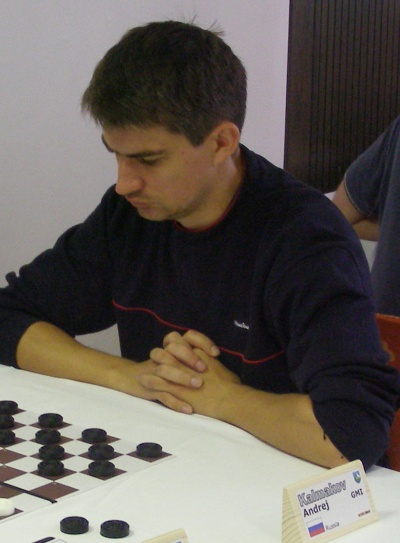
Andrej Kalmakov

Andrej Leonidovitsj Kalmakov (Russisch: Андрей Леонидович Калмаков; Sovjet-Unie, 11 september 1970) is een Russische dammer die woont in Tver. Hij werd Russisch kampioen in 1994 en 1995 {beide keren gedeeld met Aleksandr Georgiev}, behaalde de derde plaats op het EK 2005 in Lubliniec en nam regelmatig deel aan het wereldkampioenschap. 
Hij strandde op het WK 1996 in Abidjan in de voorronde en eindigde op het WK 2001 in Moskou op de zevende plaats na een verloren barrage met Georgiev om de zesde plaats. Hij plaatste zich op het zonetoernooi 2009 in Berlijn voor het WK 2009 in Brazilië dat werd afgelast. 